# Castello Caldora
Castello Caldora (z wł. Zamek Caldora) – zamek w Pacentro, w Prowincji L’Aquila, w regionie Abruzja, we Włoszech.

## Historia
Początki zamku sięgają X wieku. Początkowo w jego skład wchodziła wyłącznie jedna, trójkątna wieża skierowana na północ. W XIII wieku wzniesiono wysoką na 24 metry wieżę północno-wschodnią. Do XV wieku zamek składał się już z trzech wież, wykorzystywanych jako strażnice, strzegące wejścia do doliny. W XV wieku budowla przeszła w posiadanie rodziny Caldora, po czym dobudowano do niej dwie kolejne wieże kwadratowe. Ród Orsinich, będący posiadaczem zamku od 1483 r., umocnił twierdzę o wieże okrągłe, bardziej praktyczne podczas obrony przed przeciwnikiem używającym broń palną.
W latach 60. XX wieku ostatni prywatni właściciele zamku, rodzina Gravina-Avolio, ofiarowała posiadłość miastu Pacentro, ze względu na fakt, iż obiekt był zbyt kosztowny w utrzymaniu. W II połowie XX wieku zamek poddano renowacji i udostępniono do zwiedzania.

## Galeria

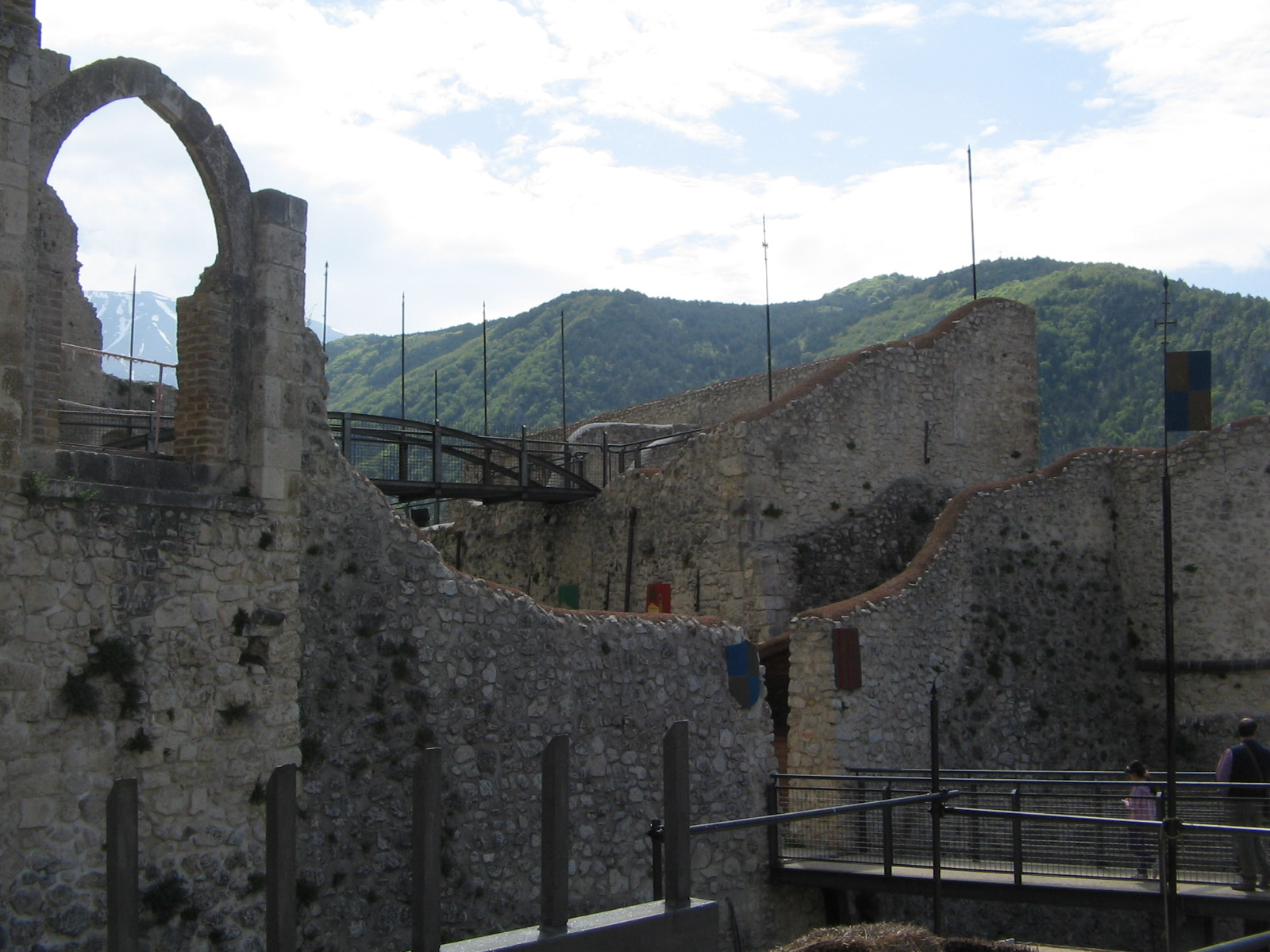
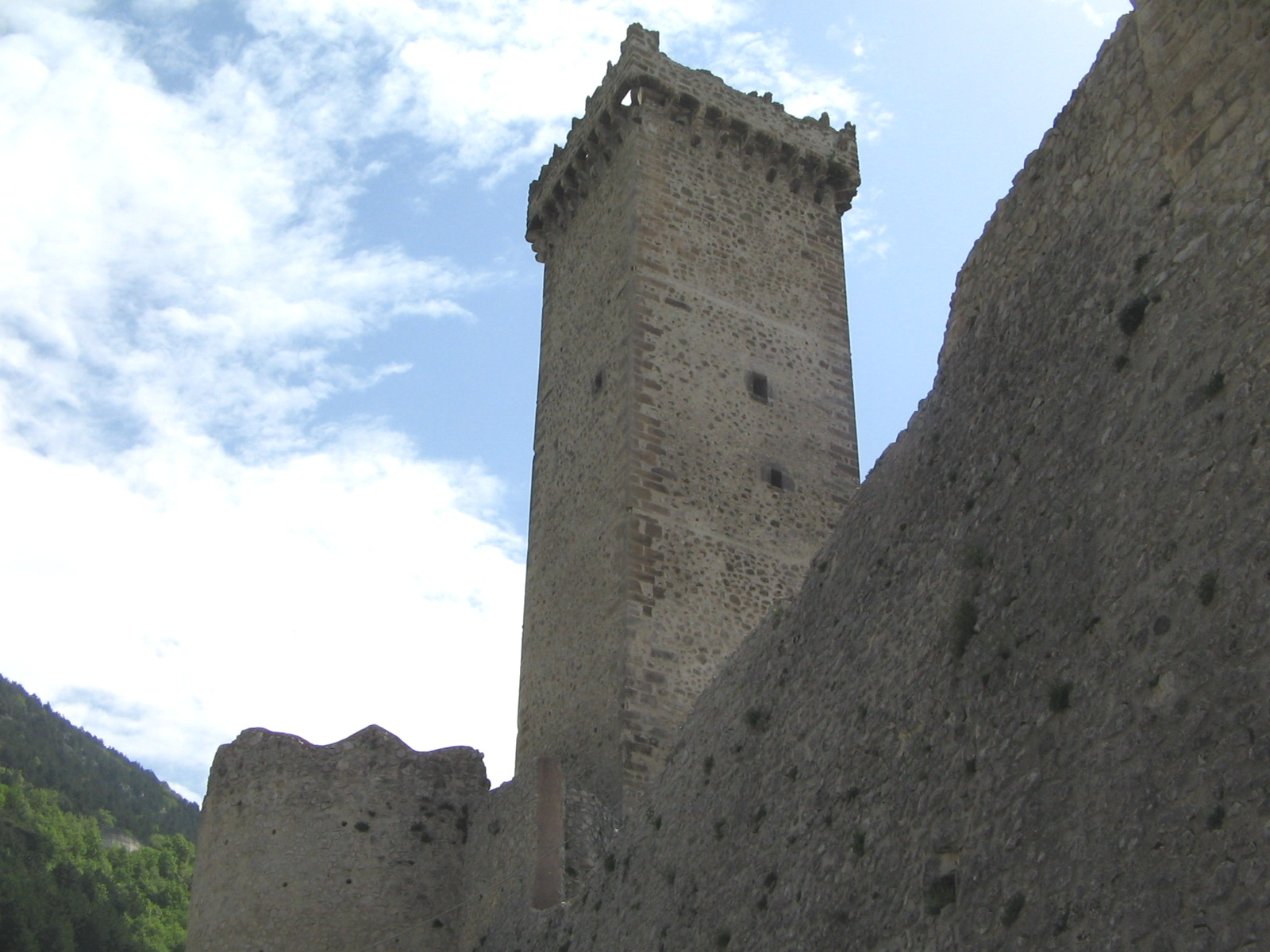
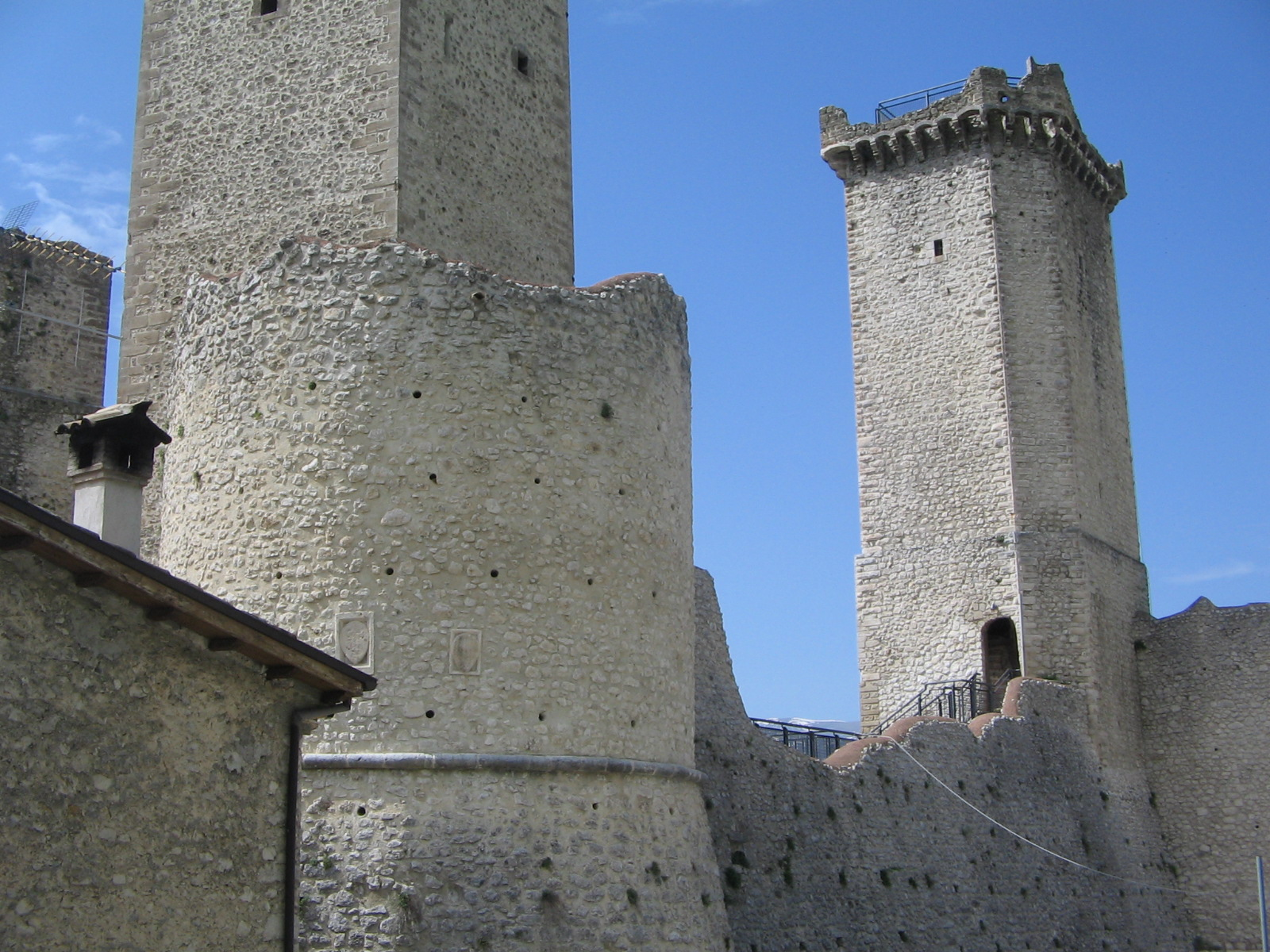